# Lord-lieutenant du Bedfordshire
Ceci est une liste de personnes qui ont servi Lord Lieutenant du Bedfordshire. Depuis 1711, tous les Lords lieutenant ont également été Custos Rotulorum of Bedfordshire.

## Lords Lieutenant du Bedfordshire
- William Parr 1549–1551
- Oliver St John 1560–1569
- Henry Grey 12 septembre 1586– 31 janvier 1615
- Charles Grey 25 février 1615– 26 septembre 1623 Conjointement avec
- Henry Grey 27 juillet 1621 – 31 octobre 1627 Conjointement avec
- Thomas Wentwort 9 mai 1625 – 25 mars 1667 Conjointement avec
- Henry Grey 29 janvier 1629 – 29 novembre 1639
- Oliver St John 1639–1646 (Parlementaire)
- Robert Bruce 1646 (Parlementaire; Nommé à la Chambre des Lords)
- Henry Grey 1646 (Parlementaire; Nommé à la Chambre des communes)
- Interregnum
- Robert Bruce 26 juillet 1660 – 20 octobre 1685
- Thomas Bruce 26 novembre 1685 – 10 mai 1689
- William Russell 10 mai 1689 – 7 septembre 1700
- Edward Russell 22 novembre 1700 – 27 novembre 1701
- Wriothesley Russell 27 novembre 1701 – 26 mai 1711
- Henry Grey 14 septembre 1711 – 5 juin 1740
- vacant
- John Russell 21 mai 1745 – 5 janvier 1771[1]
- John FitzPatrick 6 février 1771 – 13 février 1818
- Thomas de Grey 17 mars 1818 – 14 novembre 1859[2]
- Francis Russell 7 décembre 1859 – 14 mai 1861[3]
- Francis Cowper 7 juin 1861 – 18 juillet 1905[4]
- Beauchamp Mowbray St John 30 octobre 1905 – 10 mai 1912[5]
- Samuel Howard Whitbread 16 juillet 1912 – 8 janvier 1936[6]
- George Lawson Johnston 8 janvier 1936 – 23 février 1943[7]
- Dealtry Charles Part 15 mai 1943 – 7 juin 1957[8]
- Simon Whitbread 7 juin 1957 – 26 avril 1978[9]
- Hanmer Cecil Hanbury 26 avril 1978 – 5 janvier 1991[10]
- Sam Whitbread 28 février 1991 – 22 février 2012[11]
- Helen Nellis 22 février 2012 – présent [12]